# Benzenbach (Mergbach)
Der Benzenbach ist ein knapp drei Kilometer langer rechter und südlicher Zufluss des Mergbaches.

## Geographie

### Verlauf
Der Benzenbach entspringt auf einer Höhe von etwa 340 m ü. NHN im Vorderen Odenwald südwestlich von Reichelsheim-Groß-Gumpen in einem Feuchtwiesengebiet zwischen dem Stotz (478,1 m) im Süden  und der Range (409,9 m) im Norden.
Er fließt in nordwestlicher Richtung zunächst durch Wald und dann durch Wiesen und Felder. Östlich des Mühl-Bergs (277,4 m ü. NHN) unterquert der Bach die Groß-Gumpener Kriemhildstraße, die Ortsdurchfahrt der Bundesstraße 47/Bundesstraße 38, dabei nur ein einziges Wohngrundstück berührend, und mündet wenige Meter weiter gegenüber von Klein-Gumpen auf einer Höhe von ungefähr 236 m von Süden und von rechts in den aus dem Südwesten heranziehenden Mergbach.
Sein etwa 2,7 km langer Lauf endet ungefähr 104 Höhenmeter unterhalb seiner Quelle, er hat somit ein mittleres Sohlgefälle von etwa 39 ‰.

### Einflussgebiet
Das Einflussgebiet des Benzenbachs liegt im  Tromm-Odenwald einem Teilgebiet des Vorderen Odenwald und wird über den Mergbach, die Gersprenz, den Main und den Rhein zur Nordsee entwässert.
Es grenzt
- im Nordosten an das des Schnepfenbach, einem Zufluss des Mergbachs
- im Osten an das des Irrbachs, einen Zufluss des Osterbachs
- im Südosten und Süden an das des Osterbachs, dem rechten Quellfluss der Gersprenz
- im Südwesten an das der Weschnitz, die in den Rhein mündet
- und im Westen an das des Marbachs, einem Zufluss des Mergbachs

Die höchste Erhebung ist der 478,1 m ü. NHN hohe Stotz.
Das  Einflussgebiet im Bereich des Oberlaufes ist bewaldet, ansonsten wechseln Felder und Wiesen.

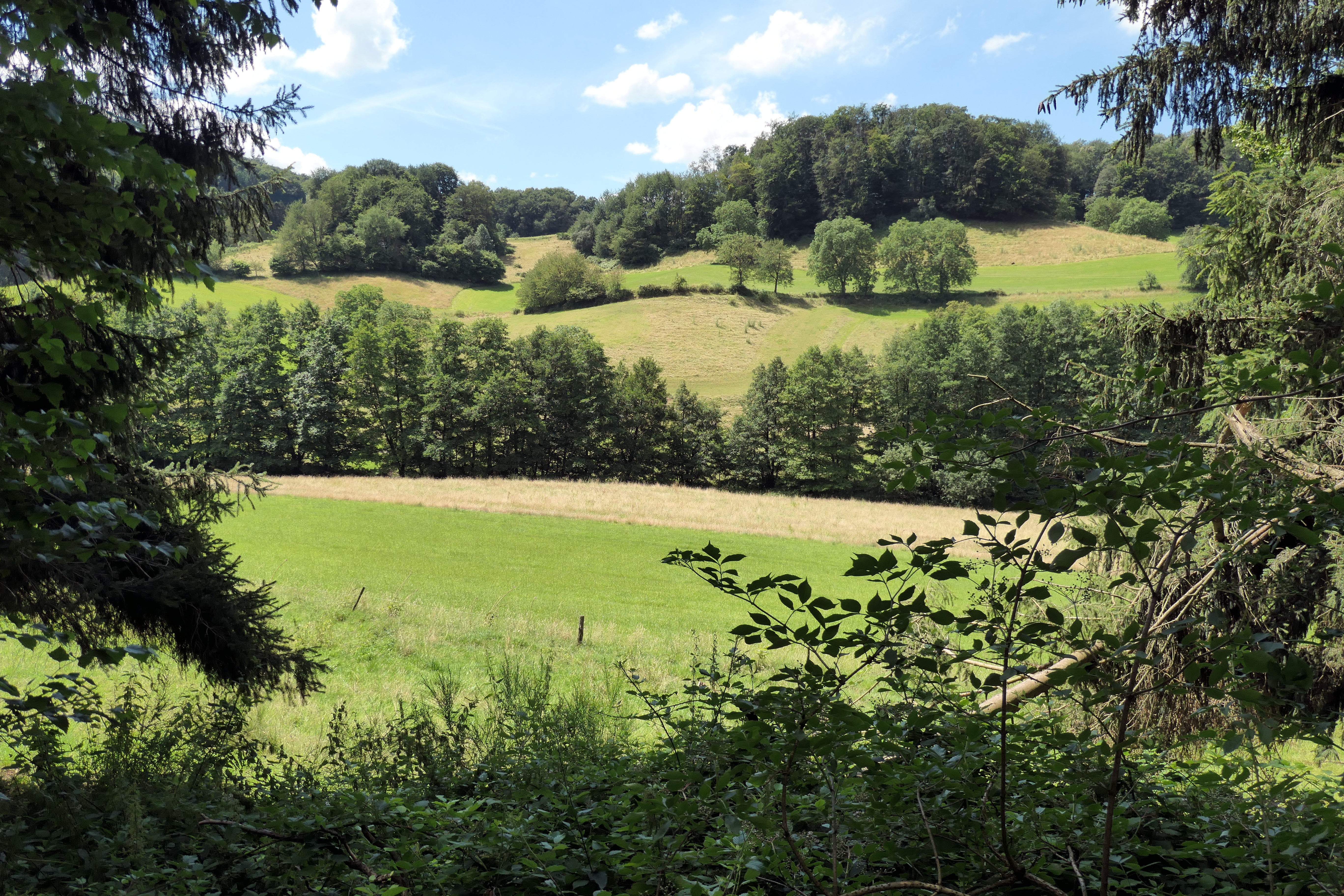
Benzenbachtal (2024)
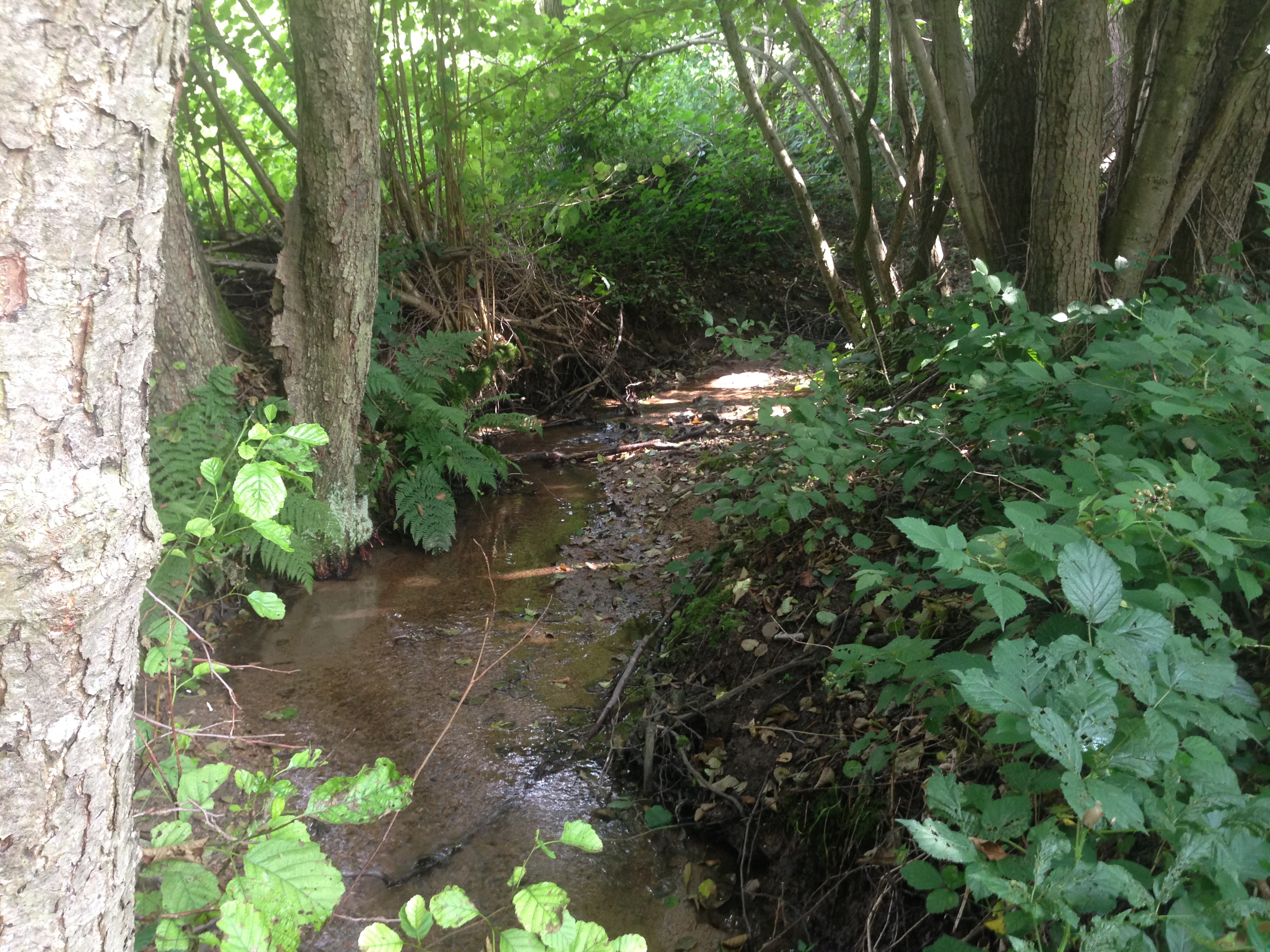
Benzenbach Mittellauf (2014)

### Flusssystem Gersprenz
- Fließgewässer im Flusssystem Gersprenz